# Ghiacciaio Campbell
Il ghiacciaio Campbell è un ghiacciaio lungo circa 110 km situato nella parte nord-occidentale della Dipendenza di Ross, nell'Antartide orientale. Il ghiacciaio, il cui punto più alto si trova a circa 2400 m s.l.m., nasce nell'entroterra della costa di Borchgrevink, dove si forma a sud della mesa Gair, e fluisce verso sud dividendo i monti Southern Cross, a est, dalla dorsale Deep Freeze, a ovest, fino a entrare nella baia Terra Nova, nella costa di Scott, formando sulla baia una lingua glaciale lunga circa 25 km, che segna il confine orientale dell'insenatura di Gerlache.

Lungo il suo percorso, il flusso del ghiacciaio Campbell è arricchito da quello di diversi altri ghiacciai, tra cui quello dei ghiacciai Rainey, Recoil, Rebuff e Capsize, che gli si uniscono da ovest, e quello del ghiacciaio Styx, che entra nel suo flusso da nord-est.

## Storia
La parte terminale del ghiacciaio Campbell fu osservata per la prima volta dalla squadra settentrionale della spedizione Terra Nova, condotta dal 1910 al 1913, che era comandata dal tenente Victor Campbell, della marina militare britannica, e il ghiacciaio fu quindi battezzato in onore di quest'ultimo. In seguito l'intero ghiacciaio è stato mappato da membri dello United States Geological Survey (USGS) grazie a fotografie aeree scattate dalla marina militare statunitense nel periodo 1960-64 e alle ricognizioni terrestri effettuate da spedizioni statunitensi e neozelandesi nelle stagioni 1961-62 e 1962-63.

## Mappe
Di seguito una serie di mappe in scala 1:250 000 realizzate dallo USGS:

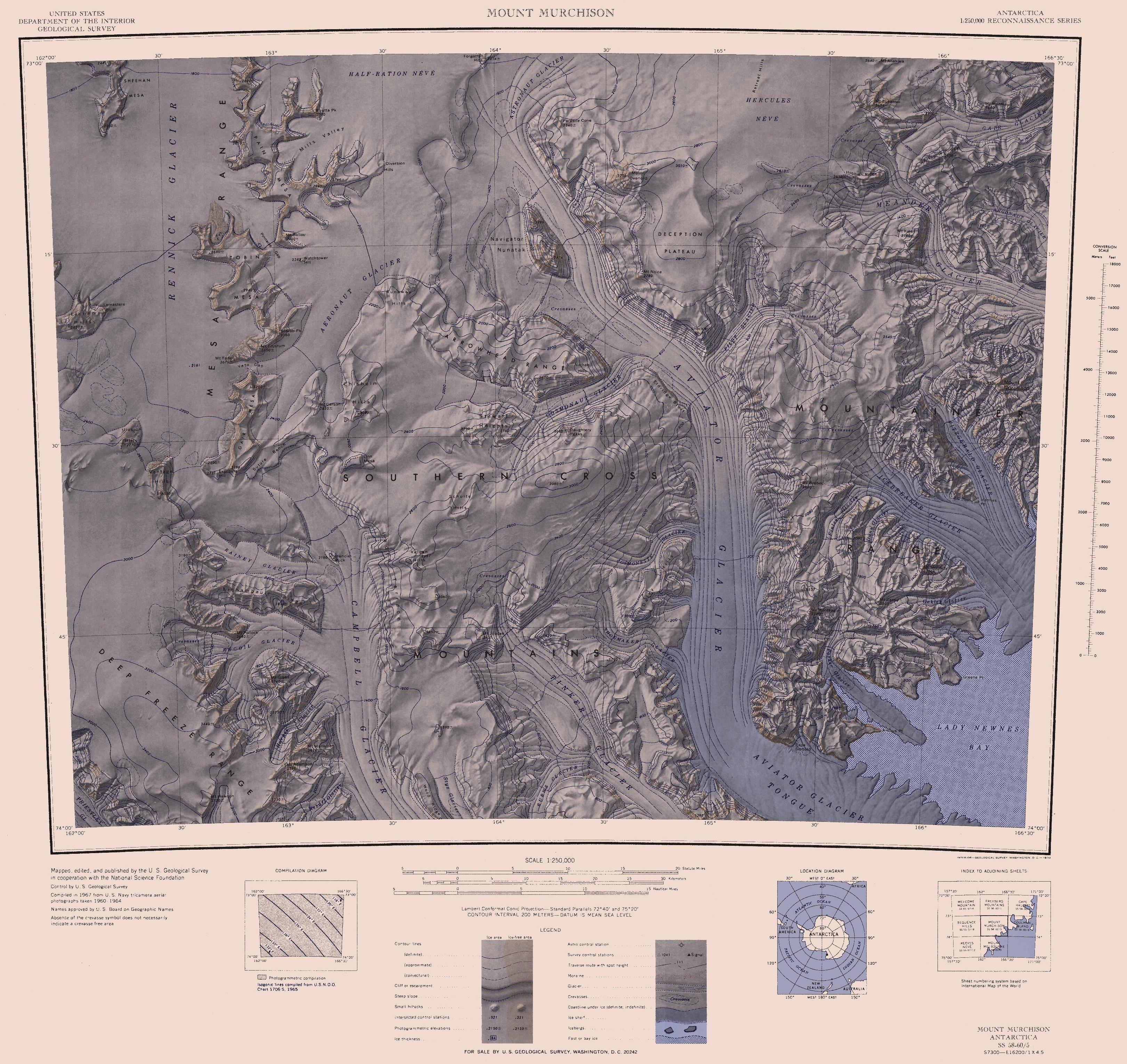
Nella parte sud-occidentale di questa mappa è visibile la parte iniziale del flusso del ghiacciaio Campbell.
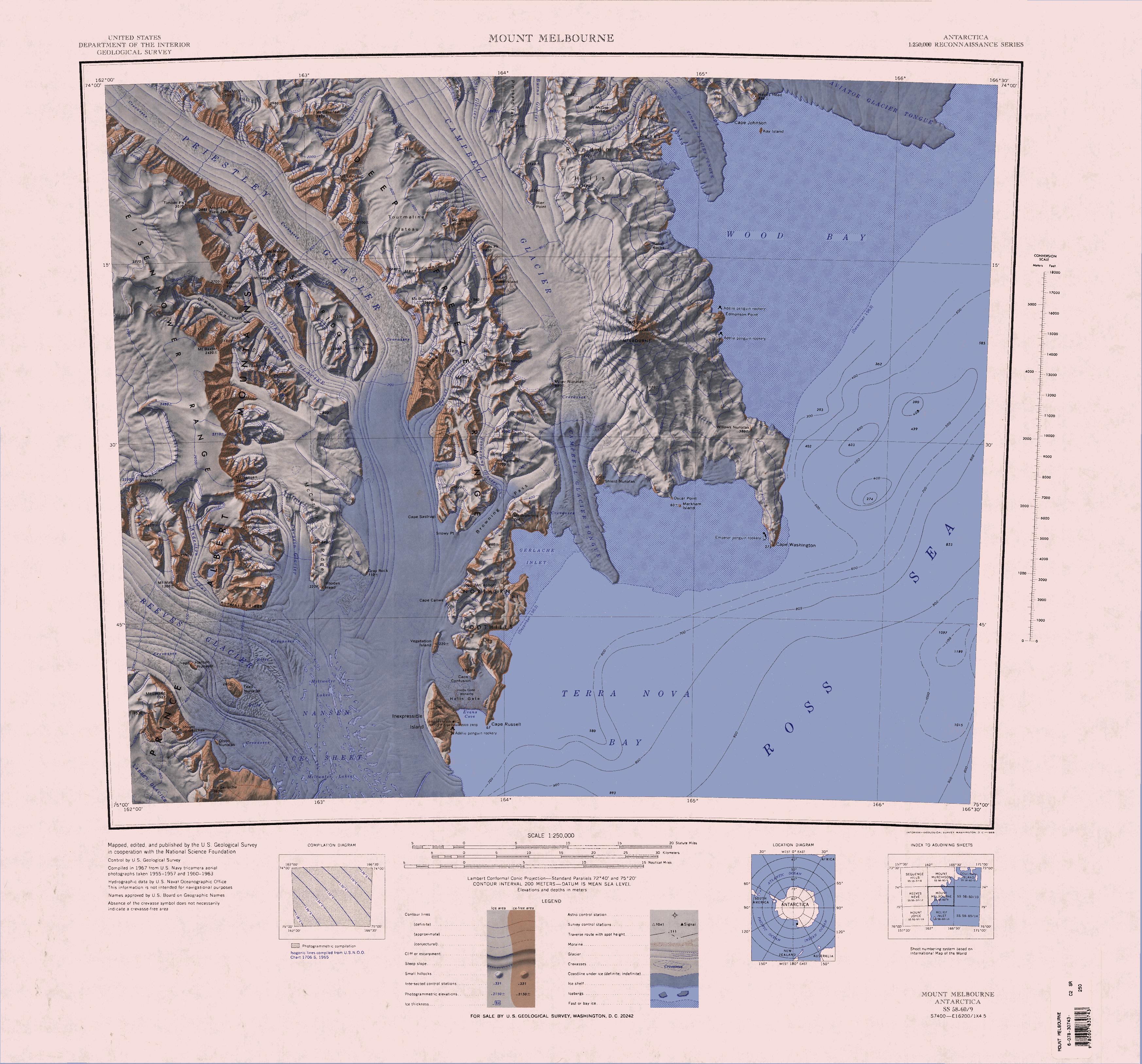
Nella parte settentrionale di questa mappa è visibile il tratto finale del flusso del Campbell.